# Inglesatura
Dicesi Inglesatura la resezione dei muscoli abbassatori della coda nel cavallo, per favorire il portamento rilevato, ritenuto segno di carattere energico e di particolare eleganza. L'inglesatura veniva tuttavia praticata anche ai cavalli da tiro, al fine di evitare che lavorando la coda si impigliasse nelle redini lunghe o nella braga. Attualmente quasi del tutto in disuso.